# اس‌اس ماهراتا (۱۹۱۷)
اس‌اس ماهراتا (۱۹۱۷) (به انگلیسی: SS Mahratta (1917)) یک کشتی بود که طول آن ۴۴۵ فوت (۱۳۵٫۶۴ متر) بود. این کشتی در سال ۱۹۱۷ ساخته شد.